# La Fortuna, San Luis Potosí
La Fortuna är en ort i Mexiko.   Den ligger i kommunen Tamazunchale och delstaten San Luis Potosí, i den sydöstra delen av landet, 210 km norr om huvudstaden Mexico City. La Fortuna ligger 141 meter över havet och antalet invånare är 272.
Terrängen runt La Fortuna är huvudsakligen kuperad, men västerut är den bergig. Runt La Fortuna är det ganska tätbefolkat, med 67 invånare per kvadratkilometer. Närmaste större samhälle är Tamazunchale, 2,4 km öster om La Fortuna. I omgivningarna runt La Fortuna växer huvudsakligen savannskog.